# Dueñas (kommun i Spanien, Kastilien och Leon, Provincia de Palencia, lat 41,88, long -4,55)
Dueñas är en kommun i Spanien.   Den ligger i provinsen Provincia de Palencia och regionen Kastilien och Leon, i den centrala delen av landet, 180 km norr om huvudstaden Madrid. Antalet invånare är 2 802.